# Pseudanthoecia tumida
Pseudanthoecia tumida är en fjärilsart som beskrevs av Augustus Radcliffe Grote 1880. Pseudanthoecia tumida ingår i släktet Pseudanthoecia och familjen nattflyn. Inga underarter finns listade i Catalogue of Life.